# Surgoinsville
Surgoinsville is een plaats (town) in de Amerikaanse staat Tennessee, en valt bestuurlijk gezien onder Hawkins County.

## Demografie
Bij de volkstelling in 2000 werd het aantal inwoners vastgesteld op 1484.
In 2006 is het aantal inwoners door het United States Census Bureau geschat op 1754, een stijging van 270 (18.2%).

## Geografie
Volgens het United States Census Bureau beslaat de plaats een oppervlakte van
10,6 km², waarvan 10,5 km² land en 0,1 km² water.

## Plaatsen in de nabije omgeving
De onderstaande figuur toont nabijgelegen plaatsen in een straal van 24 km rond Surgoinsville.